# Kate McCullough
Pour les articles homonymes, voir McCullough.
Kate McCullough est une directrice de la photographie irlandaise.

## Biographie
Kate McCullough, d'origine irlandaise, est attirée par les caméras dès son plus jeune âge. Avant de terminer ses études à l'Université d'État du cinéma, de la télévision et du théâtre de Łódź, McCullough avait déjà tourné le blockbuster irlandais His and Hers. Le film a remporté le World Cinema Cinematography for Documentary Award au Sundance Film Festival 2010,.
Dès lors, elle se concentre principalement sur les documentaires et agit comme caméraman sur Here Was Cuba de John Murray et Emer Reynolds à partir de 2013, le documentaire très bien accueilli par la critique It's Not Yet Dark de Frankie Fenton à partir de 2016, le court métrage documentaire Kevin. Roche - The Silent Architect de Mark Noonan à partir de 2017 et Cocooned de Ken Wardrop à partir de 2021.
Kate McCullough a également travaillé sur des séries télévisées pendant cette période, dont six épisodes de Can't Cope, Won't Cope (en) en 2018 et six épisodes de Normal People en 2020. Ses quelques longs métrages incluent Snap de Carmel Winters (en) de 2010, Arracht (en) de Tom Sullivan,, et The Quiet Girl de Colm Bairéad, qui a été soumis comme candidature irlandaise aux Oscars 2021 dans la catégorie du meilleur film international. catégorie Sa première est prévue en février 2022 dans le cadre du Festival du film de Berlin.
En 2017, McCullough a été nommée l'une des dix étoiles montantes irlandaises à surveiller par The Hollywood Reporter et en 2020, Screen International Star of Tomorrow. McCullough est membre de la Société irlandaise des cinéastes et illuminatrices,.
Fin juin 2023, Kate McCullough devient membre de l'Academy of Motion Picture Arts and Sciences.

## Filmographie partielle

### Au cinéma
- 2019 : Arracht (en)
- 2022 : The Quiet Girl (An Cailín Ciúin)
- 2023 : L'Improbable Voyage d'Harold Fry

## Récompenses et distinctions
- Festival international du film de Dublin 2010 : prix Michael Dwyer Discovery[12]
- Prix du cinéma européen 2022 : prix d'excellence de la meilleure photographie (The Quiet Girl)[13]
- Galway Film Fleadh 2016 : Prix du meilleur long métrage documentaire irlandais (It's Not Yet Dark)
- Prix du cinéma et de la télévision irlandais : 
  - 2020 : Prix de la meilleure photographie   (Arracht (en))
  - 2021 : Prix de la meilleure photographie   (Normal People)
  - 2022 : Prix de la meilleure photographie  (The Quiet Girl)[14]
- Festival du film de Sundance 2010 : prix de la meilleure cinématographie dans le cadre de la Compétition mondiale de documentaires sur le cinéma (His & Hers)[15]